# Museu de Eletricidade - Casa da Luz
O Museu de Eletricidade - Casa da Luz é um museu português da Empresa de Eletricidade da Madeira. Situado na baixa do Funchal, ilha da Madeira. Foi inaugurado a 24 de novembro de 1997, em celebração do centenário da introdução da energia elétrica na Região Autónoma da Madeira.

## Características
Instalado nas instalações da antiga Central Térmica do Funchal, o Museu de Eletricidade oferece uma visão iconográfica e escrita da evolução da eletricidade no arquipélago da Madeira, apresentando um conjunto de documentos e maquinaria.
Ocorre, também, neste espaço exposições de diversos artistas regionais, nacionais e internacionais.